# 夢の面影
| 専門評論家によるレビュー | 専門評論家によるレビュー |
| レビュー・スコア         | レビュー・スコア         |
| 出典                     | 評価                     |
| ------------------------ | ------------------------ |
| AllMusic                 | [ 1 ]                    |

『夢の面影』（Winter Dreams）は、アメリカのロック・ミュージシャンであるエリック・カルメンによる6枚目にして最後のスタジオ・アルバム。1998年に日本のみでリリースされ、2000年に『I Was Born to Love You』というタイトルでライノ・エンタテインメント配給によりリリースされた。

## 収録曲
1. ボーン・トゥ・ラブ・ユー - "I Was Born to Love You" (エリック・カルメン、アンディ・ゴールドマーク) - 4:31
2. 過ぎゆく恋 - "Someone That You Loved Before" (カルメン、ダイアン・ウォーレン) - 4:03
3. 愛を奏でよう - "Every Time I Make Love to You" (カルメン、ゴールドマーク、スティーヴ・キップナー) - 5:28
4. カートゥーン・ワールド - "Cartoon World" (カルメン、ジョン・ウェズリー・ハーディング) - 4:34
5. パラダイス - "Almost Paradise" (カルメン、ディーン・ピッチフォード) - 4:22
6. トップ・ダウン・サマー - "Top Down Summer" (カルメン、ピッチフォード) - 3:31
7. イズント・イット・ロマンチック - "Isn't It Romantic" (カルメン、ゴールドマーク) - 3:58
8. アイ・クッド・リアリー・ラブ・ユー - "I Could Really Love You" (カルメン、ピッチフォード) - 3:15
9. キャロライン・ノー - "Caroline, No" (ブライアン・ウィルソン、トニー・アッシャー) - 3:42 ※日本盤のみ収録
10. フォーエバー・トゥナイト - "I Wanna Take Forever Tonight" (カルメン、ゴールドマーク) - 4:18
11. いとしのルネ - "Walk Away Renée" (マイケル・ブラウン、ボブ・カリッリ、トニー・サンソン) - 2:46